# Бритва Гітченса
Бритва Гітченса — це епістемологічна бритва, висловлена письменником Крістофером Гітченсом. У ній йдеться, що тягар доведення істинності твердження лежить на тому, хто заявляє його істинність. Якщо доказів доказів не надано, то висловлене ним твердження вважається необґрунтованим, і опонентам немає сенсу далі сперечатися.

Гітченс сформулював бритву у письмовій формі:

«Те, що стверджується без доказів, може бути відкинуто без доказів.»Оригінальний текст (англ.)
«What can be asserted without evidence can also be dismissed without evidence.»

Концепція, названа на честь журналіста, автора та визнаного атеїста Крістофера Гітченса, утворено за аналогією з бритвою Оккама. Вислів з'являється у книзі Гітченса за 2007 рік під назвою «Бог не великий: Як релігія все отруює». Він займає більш сильну позицію, ніж Стандарт Сагана («Надзвичайні вимоги вимагають надзвичайних доказів» (англ. «Extraordinary claims require extraordinary evidence»)), замість цього застосовуючи навіть до неординарних вимог.
Його порівнюють з латинським прислів'ям quod grātīs asseritur, grātīs negātur («Що стверджується безпричинно може бути заперечено безпричинно»), яке часто використовувалося у 19 столітті.
Бритва Гітченса широко використовується для ствердження неіснування божеств.